# Konstantin Fedin
Konstantin Alexandrovitj Fedin, född 24 februari 1892 i Saratov, död 15 juli 1977 i Moskva, var en rysk författare och skådespelare.

## Biografi
Fedin växte upp i Volganejden. Han vistades 1914-18 i Tyskland och var större delen av tiden internerad som krigsfånge i Bayern. Han anslöt sig efter återkomsten hem till bolsjevikerna. Som författare väckte Fedin uppseende med den stora romanen Städer och år (1924), där han strävade efter att skapa ett epos över krigsåren och revolutionstiden med handlingen delvis förlagd till Tyskland. Bland hans övriga verk märks romanen Bröderna (1928).
"Städte und Jahre", den tyska översättningen av Städer och år, brändes demonstrativt av nationalsocialisterna under de omfattande bokbålen runt om i Nazityskland våren och sommaren 1933.